# Tie Break
Tie Break – zespół jazzowy założony pod koniec lat 70. w Częstochowie.

## Historia zespołu
Zespół powstał w 1977 roku z inicjatywy gitarzysty Janusza "Yaniny" Iwańskiego i basisty Krzysztofa Majchrzaka. Wkrótce dołączyli flecista Grzegorz Chmielecki (zmarł w 1988 roku), Czesław Łęk (zmarł 7.11.1997) oraz saksofonista Piotr Leśniowski. Nazwę Tie Break autorstwa menedżera Marka Górniaka grupa przyjęła dwa lata później po opracowaniu materiału już z nowym członkiem – Antonim "Ziutem" Gralakiem i na potrzeby występu na festiwalu Jazz Juniors'80. Miejscem prób i pierwszych występów był ówczesny klub Wakans. Pierwszy duży koncert będący elementem przeglądu filmów inspirowanych twórczością Marka Hłaski grupa zagrała w ówczesnym kinie Relax.
W 1980 roku Tie Break wygrał festiwal Jazz Juniors w Krakowie, w tym samym roku został też laureatem festiwalu Jazz nad Odrą we Wrocławiu. Jesienią 1982 do zespołu dołączył Mateusz Pospieszalski. Jesienią 1983 Krzysztofa Majchrzaka zastąpił kontrabasista, wówczas jeszcze student Akademii Muzycznej w Katowicach – Marcin Pospieszalski.
Tie Break był uważany za objawienie tzw. generacji "young power", ale z powodu konfliktu z PAGART-em długo nie mógł nagrać płyty, utrudniano mu także udział w imprezach zagranicznych. Na podstawie nagrań muzycy z Tie Breaku zostali zakwalifikowani do festiwalu w Leverkusen. Formalne zaproszenie trafiło do Polskiego Stowarzyszenia Jazzowego i PAGART-u, zespół dowiedział się o nim półtora miesiąca po zakończeniu imprezy.
Pierwsze profesjonalne nagrania muzycy mieli w Radiu Kraków, stało się to dzięki Antoniemu Krupie, który usłyszał ich podczas Jazz Juniors.
Z grupą współpracowali m.in.: Sarandis Juwanudis, Tomasz Stańko, Michał Urbaniak, Stanisław Sojka, Jorgos Skolias, Andrzej Urny, Andrzej Ryszka, Zbigi "Uhuru" Brysiak, Włodzimierz Kiniorski, Aleksander Korecki, Wojciech Konikiewicz, Radosław Nowakowski, Mirosław Lewandowski, Waldemar Wardyła, Marek Czapelski, Tomasz Holewa, a później także Amadeusz "Kuba" Majerczyk oraz Dariusz Makaruk. Z zespołem nagrywali także: Bronisław Duży, Loko Richter, Lidia Pospieszalska, Zuzanna Iwańska, Izabela Pospieszalska, Katarzyna Iwańska, Cecylia Gralak, Maria Gralak, Marek Pospieszalski, Nikodem Pospieszalski, Mikołaj Pospieszalski, Łukasz Pospieszalski Obecnie muzycy zajęci własnymi projektami artystycznymi koncertują bardzo rzadko. 28.12.2014 roku ukazał się ekskluzywny siedmiopłytowy "BOX Tie Break" zawierający dźwiękową historie grupy. W przygotowaniu jest 8 album tego zespołu z nowym perkusistą Frankiem Parkerem.

## Skład zespołu

### Obecnie
- Antoni "Ziut" Gralak – trąbka
- Janusz "Yanina" Iwański – gitara
- Marcin Pospieszalski – gitara basowa
- Mateusz Pospieszalski – saksofon

### Wcześniejsze składy
1991-95, płyty "Gin Gi Lob", "Poezje ks. Jana Twardowskiego"
- Janusz "Yanina" Iwański – gitara
- Antoni "Ziut" Gralak – trąbka
- Mateusz Pospieszalski – saksofon tenorowy
- Marcin Pospieszalski – gitara basowa
- Amadeusz Kuba Majerczyk – perkusja
- Zbigniew "Uhuru" Brysiak – instr. perkusyjne

Styczeń 1981
- Janusz "Yanina" Iwański – gitara
- Krzysztof Majchrzak – gitara basowa
- Czesław Łęk – perkusja
- Mirosław Lewandowski – saksofon tenorowy
- Wojciech Konikiewicz - p
- Waldemar Wardyła - viol

Październik 1980
- Janusz "Yanina" Iwański – gitara
- Krzysztof Majchrzak – gitara basowa
- Czesław Łęk – perkusja
- Antoni "Ziut" Gralak – trąbka

Maj 1980
- Janusz "Yanina" Iwański – gitara
- Krzysztof Majchrzak – gitara basowa
- Czesław Łęk - perkusja
- Antoni "Ziut" Gralak – trąbka
- Włodzimierz Kiniorski – saksofon tenorowy

Listopad 1978
- Janusz "Yanina" Iwański – gitara
- Krzysztof Majchrzak – gitara basowa
- Czesław Łęk – perkusja
- Antoni "Ziut" Gralak – trąbka

Wrzesień 1978
- Janusz "Yanina" Iwański – gitara
- Krzysztof Majchrzak – gitara basowa
- Czesław Łęk – perkusja

Grudzień 1977
- Janusz "Yanina" Iwański – gitara
- Piotr Leśniowski – saksofon tenorowy
- Krzysztof Majchrzak – gitara basowa
- Czesław Łęk – perkusja

Jesień 1977
- Janusz "Yanina" Iwański – gitara
- Krzysztof Majchrzak – gitara basowa
- Czesław Łęk – perkusja

Wiosna 1977
- Janusz "Yanina" Iwański – gitara
- Krzysztof Majchrzak – gitara basowa
- Grzegorz Chmielecki – flet

## Dyskografia
- 1989 – Tie Break, Polskie Nagrania
- 1990 – Duch wieje, kędy chce – Edycja św. Pawła
- 1991 – Gin gi lob, Silton
- 1995 – Poezje ks. Jana Twardowskiego, Edycja św. Pawła
- 1995 – retrospekcja. koncert. Kraków (Soyka, Yanina i Tie Break), Pomaton
- 2014 – BOX (Tie Break)
- 2019 – The End (Agora Muzyka)